# Первично-прогрессирующий рассеянный склероз
Первично-прогрессирующий рассеянный склероз (ППРС) — инвалидизирующая форма распространенного нейродегенеративного воспалительного заболевания, известного как рассеянный склероз.
Эта форма рассеянного склероза c трудом поддается лечению. Весьма сложно замедлить её развитие, равно как и предсказать, какие именно органы будут поражены следующими в процессе развития заболевания. До последнего времени схема лечения первично-прогрессирующего рассеянного склероза базировалась на аутоиммунной характеристике этого заболевания и сопровождалась назначением иммунотропных препаратов.
Основные усилия в поддерживающей терапии ППРС направлены на снижение остроты воспалительного процесса и замедление темпов инвалидизации, повышение функциональной активности и улучшение качества жизни пациентов с этой формой заболевания.

## Особенности течения первично-прогрессирующего рассеянного склероза
Первично-прогрессирующий рассеянный склероз характеризуется постоянным нарастанием симптомов и постепенной, но неуклонной потерей неврологической функции. Эта форма рассеянного склероза протекает обычно без выраженных рецидивов и, соответственно, периодов ремиссии с момента проявления симптомов. Тем не менее, у пациентов отмечается постепенное разрушение миелиновой оболочки, которое неизменно приводит к инвалидизации. Течение (а именно скорость развития заболевания) при ППРС весьма непредсказуемо и в значительной степени варьируется от пациента к пациенту Архивная копия от 21 марта 2018 на Wayback Machine: опыт каждого пациента с ППРС будет уникальным.
В течении ППРС могут отмечаться короткие периоды стабилизации; точно также заболевание может протекать с рецидивом или новой активностью, обнаруживаемой на МРТ, либо без неё. Также в течении ППРС могут отмечаться периоды с нарастанием инвалидизации (потери неврологической функции), но без новых рецидивов или поражений, обнаруживаемых на снимках МРТ.
Таким образом, первично-прогрессирующий рассеянный склероз в различные моменты времени может быть дополнительно охарактеризован как активный (со случайным рецидивом и / или свидетельством новой активности, выявляемой на снимках МРТ), или как неактивный рассеянный склероз. Также он может определяться как прогрессирующий или непрогрессирующий (без объективных симптомов или свидетельств ухудшения состояния).

## Статистика
Согласно последним данным, у большинства больных рассеянным склерозом (РС) на момент установления диагноза регистрируется или рецидивирующее или первично-прогрессирующая форма РС. По статистике, приблизительно 15 % пациентам с рассеянным склерозом ставится диагноз «первично-прогрессирующий рассеянный склероз».

## Лечение первично-прогрессирующего рассеянного склероза
При назначении схемы терапии ППРС, которая обязательно проводится с учётом индивидуальных особенностей пациента (клинической формы заболевания, темпов его прогрессирования и т. д.), очень важно действовать в соответствии с рекомендациями, которые базируются на принципах доказательной медицины, то есть назначать препараты, применение которых базируется на результатах исследований с высоким уровнем доказательности.
До 2017 года средств для этиотропного лечения ППРС, зарегистрированных авторитетными регуляторами (в частности FDA) не существовало. В 2017 году Управление по контролю качества лекарственных средств и продуктов питания США (FDA) одобрило препарат окрелизумаб (под торговой маркой «Окревус») в качестве первого и на момент 2018 года единственного препарата, подходящего для лечения двух форм рассеянного склероза — первично-прогрессирующей и рецидивирующей.
В отдельном исследовании III фазы по ППРС (ORATORIO), ОКРЕВУС оказался первым и единственным препаратом, значительно замедлившим прогрессирование инвалидизации и снизившим активность заболевания на снимках МРТ по сравнению с плацебо при медиане наблюдения 3 года.
В исследовании ППРС относительное число пациентов с нежелательными явлениями и серьёзными нежелательными явлениями в группах окрелизумаба и плацебо было сопоставимо. Наиболее распространенными нежелательными явлениями были инфузионные реакции, а также инфекции верхних дыхательных путей — в основном легкой и средней степеней тяжести. Результаты этих исследований III фазы были опубликованы 19 января 2017 в издании New England Journal of Medicine (NEJM) 3.